# Карри-ле-Руэ
Карри-ле-Руэ (фр. Carry-le-Rouet, окс. Carri lo Roet) — коммуна на юго-востоке Франции в регионе Прованс — Альпы — Лазурный Берег, департамент Буш-дю-Рон, округ Истр, кантон Мариньян.

## Географическое положение
Карри-ле-Руэ — летний курорт, расположенный на средиземноморском побережье Франции, в 30 километрах по шоссе А55 к западу от административного центра департамента Буш-дю-Рон — Марселя. Здесь есть пристань для яхт, пляжи, защищённые бухты, а также инфраструктура для занятия различными водными видами спорта и развлечениями на воде. В другое время года — с декабря по февраль, Карри-ле-Руэ, известен гастрономически, здесь известное место для дегустации блюд из моллюсков, в особенности из морских ежей. Карри-ле-Руэ — второе по «сухости» в континентальной Франции место, со средним годовым количеством осадков порядка 517,7 мм.
Площадь коммуны — 10,00 км², население — 6197 человек (2012), плотность населения — 619,7 чел/км².

## История
Это место впервые упоминается во II веке, муниципалитет впервые образован в 1833 году, его первым мэром был Жан-Батист Турнон (до 1865 года). Площадь муниципалитета тогда была 2254 га и объединяла территорию двух небольших общин рыбаков и крестьян, расположенных у двух пристаней находящихся неподалёку: Карри (фр. port de Càrrî) и Соссе (фр. port de Sausset). В 1877 году построен школьный зал, 1951 году школа была отделена от мэрии. В 1974 году открыта новая школа (фр. l’école Simone Thoulouze). В 1911—1915 гг. через муниципалитет прошла железнодорожная ветка из Марселя в Мирамас (фр. ligne de la côte bleue). В 1924 году территория площадью 1244 га была передана в муниципалитет Соссе-ле-Пен, а площадь Карри-ле-Руэ стала 1010 га.
До 2015 года коммуна административно входила в состав кантона Шатонёф-Кот-Блё.
Мэром Карри-ле-Руэ, по результатам выборов 2008 года (от партии Союз за народное движение), является профессор Пьер Пене — член национальной академии медицины.

## Население

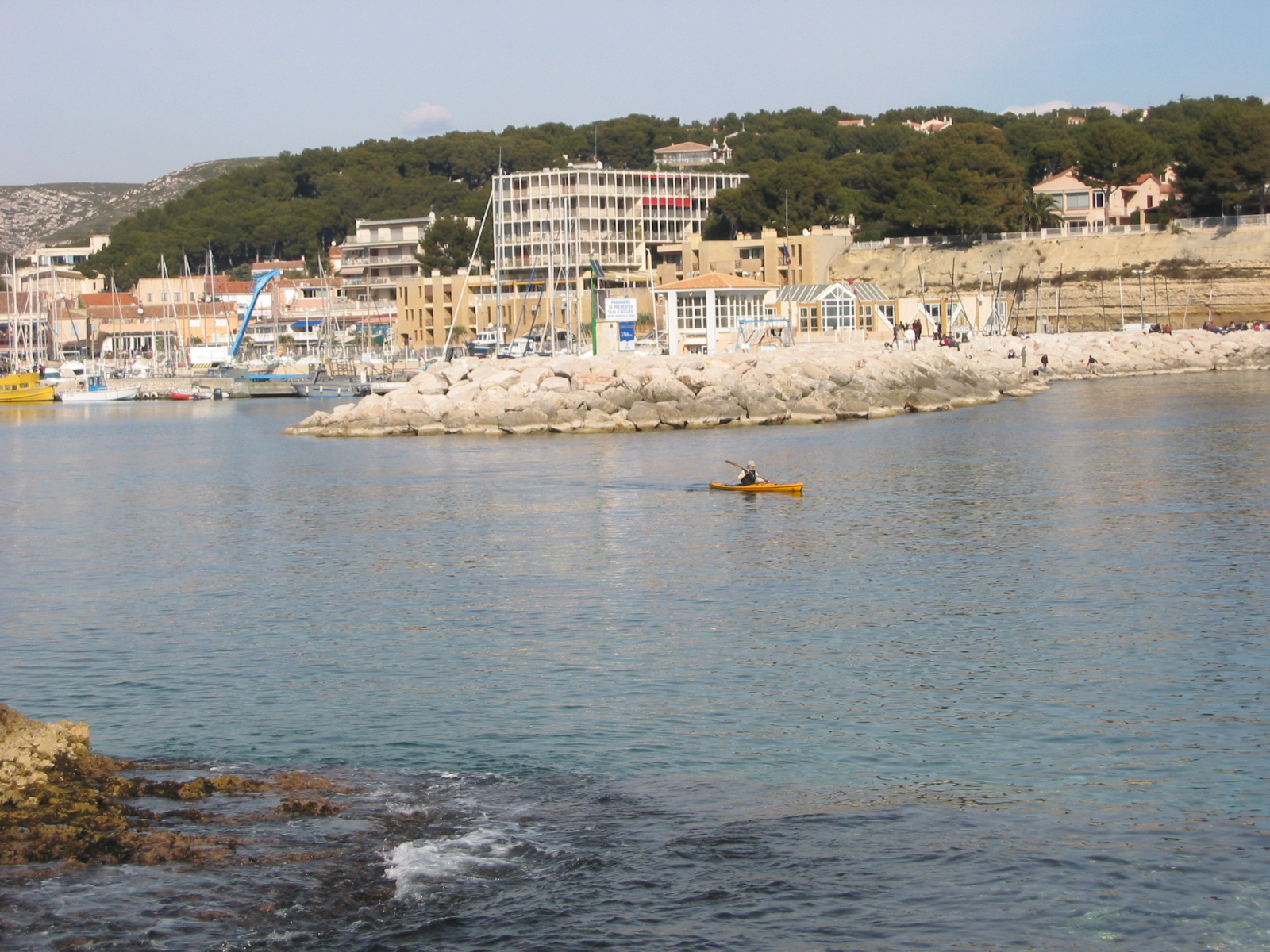
Вид на коммуну

Динамика изменения численности населения:

## Персоналии
- Знаменитый французский комик Фернандель, в 1930 году выстроил над пляжем Карри-ле-Руэ семейный дом.
- Известная американская певица Нина Симон, провела в Карри-ле-Руэ свои последние годы и умерла здесь в своём доме в 2003 году.
- Фуко, Жан-Пьер[фр.] — радиоведущий, ведущий французской версии телешоу Who Wants to Be a Millionaire?, в течение многих лет житель Карри-ле-Руэ.

## Города-побратимы
- Дитмансрид, Германия (Бавария), 1988 год[6];
- Буссето, Италия (Эмилия-Романья), 2005 год[6].